# Heinrich Ehrler
Heinrich Ehrler (ur. 14 września 1917 w Oberbalbach, obecnie część miasta Lauda-Königshofen, zm. 4 kwietnia 1945 w okolicach Stendal) – niemiecki as myśliwski z okresu II wojny światowej. 

## Życiorys
Służył w Luftwaffe w latach 1940-1945. Osiągnął 208 zwycięstw powietrznych w czasie około 400 misji bojowych (średnio jedno zestrzelenie na dwie misje), głównie w Europie Północnej.
Jego jednostka była częścią osłony lotniczej pancernika „Tirpitz”. W czasie brytyjskiej akcji, która zakończyła się zatopieniem okrętu otrzymał sprzeczne rozkazy, na skutek których znalazł się zbyt daleko od sił brytyjskich. Skazany został za to przez sąd wojenny, ale pełnił rolę kozła ofiarnego, ponieważ wina nie leżała po jego stronie.
Przeniesiony do Niemiec latał także na myśliwcu odrzutowym Me 262.
Rankiem 4 kwietnia 1945 Ehrler odbył ostatni lot bojowy, w okolicach Scharlibbe w pobliżu Stendal, w czasie którego zestrzelił ostatnie trzy samoloty ze swoich 208. Po zestrzeleniu dwóch bombowców B-24, jego samolot nie miał już amunicji. Ehrler umyślnie staranował Me 262 kolejny bombowiec B-24 „Trouble in Mind”, na skutek czego oba samoloty zostały zniszczone podczas eksplozji.

## Odznaczenia
- Krzyż Rycerski Krzyża Żelaznego z Liśćmi Dębu
  - Krzyż Rycerski – 4 września 1942
  - Liście Dębu (nr 265) – 2 sierpnia 1943
- Krzyż Niemiecki w Złocie – 18 marca 1943
- Krzyż Żelazny I Klasy
- Krzyż Żelazny II Klasy
- Brązowy Krzyż Hiszpanii z Mieczami[1]